# Kappa2 Ceti
Pour les articles homonymes, voir Kappa Ceti.
Désignations
Kappa2 Ceti (en abrégé κ2 Cet) est une étoile géante de la constellation de la Baleine. Elle est faiblement visible à l'œil nu avec une magnitude apparente de 5,66. Basé sur un décalage annuel de la parallaxe de 10,11 mas, elle se situe à environ 320 années-lumière de la Terre. Elle s'éloigne du Système solaire à une vitesse radiale de +7,4 km/s.

## Caractéristiques
Kappa2 Ceti est une étoile géante jaune évoluée de type spectral G8 III. Il s'agit d'une étoile du red clump, située sur la branche horizontale, ce qui indique qu'elle génère de l'énergie par la fusion de l'hélium dans son cœur. Elle a 2,46 fois la masse du Soleil et s'est étendue jusqu'à 8,2 fois le rayon du Soleil. Elle rayonne 42 fois la luminosité du Soleil et sa température effective est de 5 007 K.